# Ozaki Kazuo
Ozaki Kazuo (Tokió, 1960. március 7. –) japán válogatott labdarúgó.
A japán U20-as válogatott tagjaként részt vett az 1979-es ifjúsági labdarúgó-világbajnokságon.

## Statisztika
| Japán válogatott | Japán válogatott | Japán válogatott |
| Időszak          | Mérk.            | gól              |
| ---------------- | ---------------- | ---------------- |
| 1981             | 9                | 2                |
| 1982             | 7                | 1                |
| 1983             | 1                | 0                |
| Összesen         | 17               | 3                |